# クイナリア
クイナリア（ラテン語: quinaria）は古代ローマの容積の単位。複数形はクイナリアエ（ラテン語: quinariae）。ローマ水道の水量は、最小の鉛管"5-pipe"（管径d=2.3cmの管）の倍数によって表現され、"5-pipe"の鉛管1本の給水量を1クイナリアとした。
これを現代の「流量単位」に換算するにあたり、平均的なローマ水道の水頭（水圧を示す水柱高さ）を推定する必要がある。1916年にClaudio Di Fenizioは、最低水頭 h=12cmと推定し1クイナリアを41.5m3/日（0.48 L/sec）とした。これをh=10cmとした主張もあり、その場合1クイナリアは38m3/日（0.44 L/sec）となる。Taylorはこれらの議論より、1クイナリアを32.8m3/日（0.38 L/sec）と主張した。